# Сестра моя Люся
«Сестра моя Люся» — радянський телефільм 1985 року, знятий на кіностудії «Казахфільм» режисером Єрмеком Шинарбаєвим.

## Сюжет
Головний герой фільму — космонавт — згадує своє дитинство, що припало на важкий повоєнний час. Пролітаючи високо над Землею, він думає про Люсю, російську дівчинку з того часу, тоді йому було 7 років, і його мама Айгюль дала прихисток у себе в домі колишній евакуйованій Клаві, яка втратила чоловіка на фронті, з 12-річною донькою Люсею…
У картині багато коротких судеб-новел, що обрамляють історію головних героїв. … Про всю цю круговерть Шинарбаєв розповідає просто, різко, не приховуючи гіркоти, але й не смакуючи невеселих подробиць у житті його героїв, які в картинах про повоєнний час часом ще й підміняють істоту розповіді.— Телебачення та радіомовлення, № 8, 1988

## В ролях
- Хамар Адамбаєва — Айгуль
- Ольга Остроумова — Клава, мати Люсі
- Лариса Великоцька — Люся
- Маулен Халиков — син Айгуль
- Микола Гринько — Ілля Льова, старий з візком
- Ануарбек Молдабеков — Баїр, залізничник
- Кохання Германова — дівчина з собакою
- Валентина Те — дівчина у вікні
- Гульнара Рахімбаєва — вчителька
- Тамара Косубаєва — сусідка
- Олеся Іванова — солдатка
- Віктор Євграфов — Женька-матрос, безногий інвалід
- Борис Клюєв — Федір
- Тунгишбай Жаманкулов — Ібрагім
- Ігор Боголюбов — Пантелєєв
- Раїса Мухамедьярова — епізод

Закадровий текст читає Інокентій Смоктуновський

## Знімальна група
- Режисер — Ермек Шинарбаєв
- Сценарист — Анатолій Кім
- Оператор — Георгій Гідт
- Композитор — Микола Каретніков
- Художник — Володимир Трапезников

## Фестивалі та нагороди
- 1985 — Всесоюзний кінофестиваль — спеціальний приз
- 1987 — II Республіканський огляд-конкурс робіт молодих кінематографістів «Бастау-87», Алма-Ата — Приз і диплом «За переконливе художнє втілення теми дружби народів»
- 1987 — Міжнародний кінофестиваль в Ам'єні (Франція) — спеціальний приз журі
- 2001 — Кінофестиваль трьох континентів (Нант, Франція) — показ у ретроспективі